# Bolitoglossa
Bolitoglossa är ett släkte av groddjur. Bolitoglossa ingår i familjen lunglösa salamandrar.

## Bildgalleri

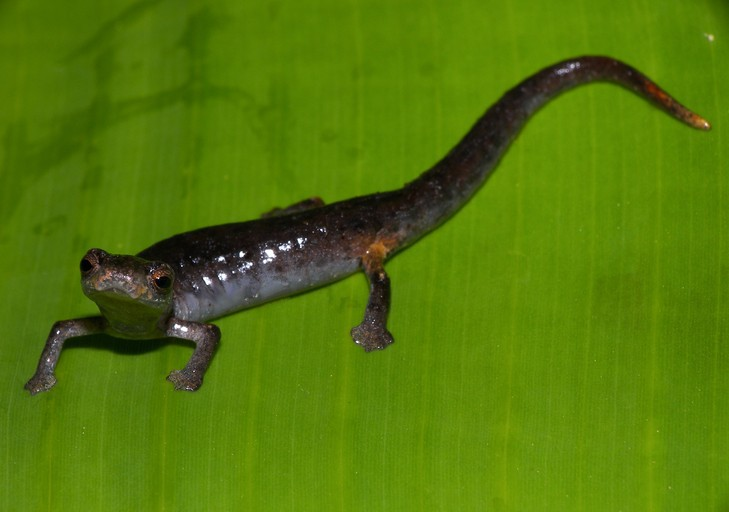
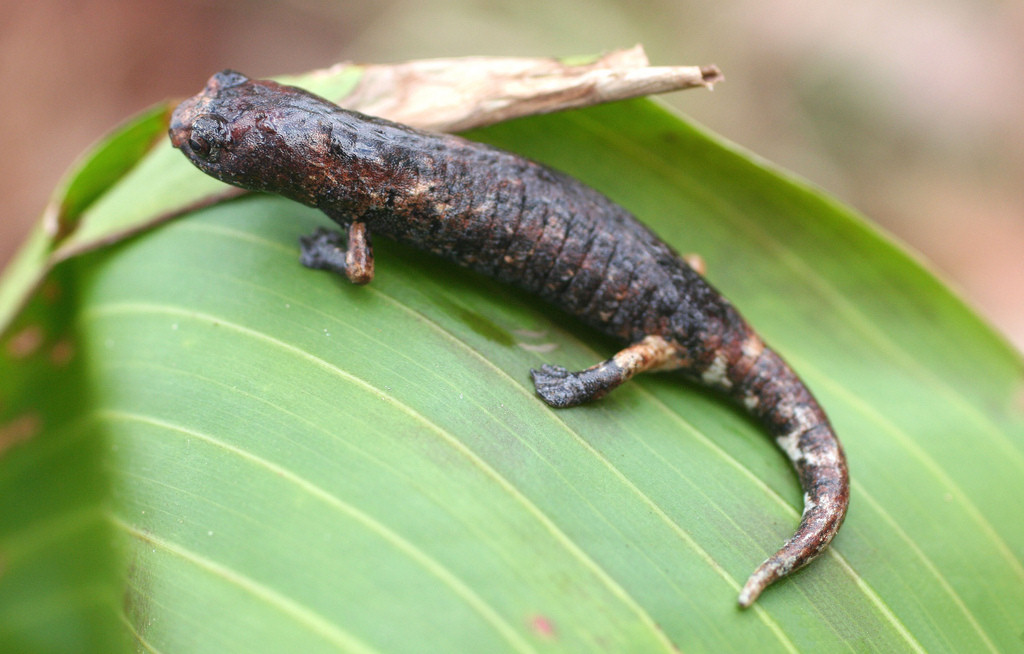
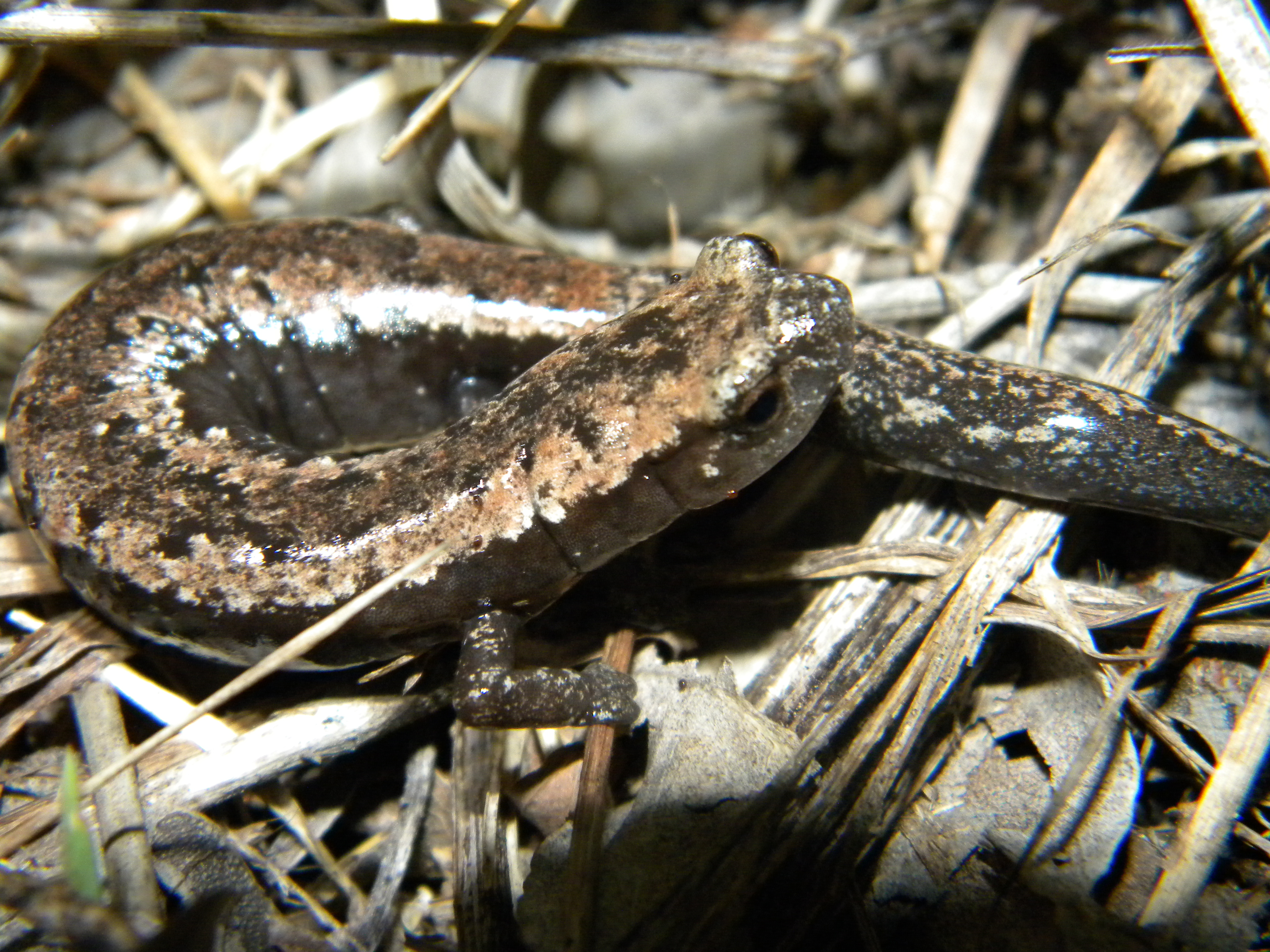
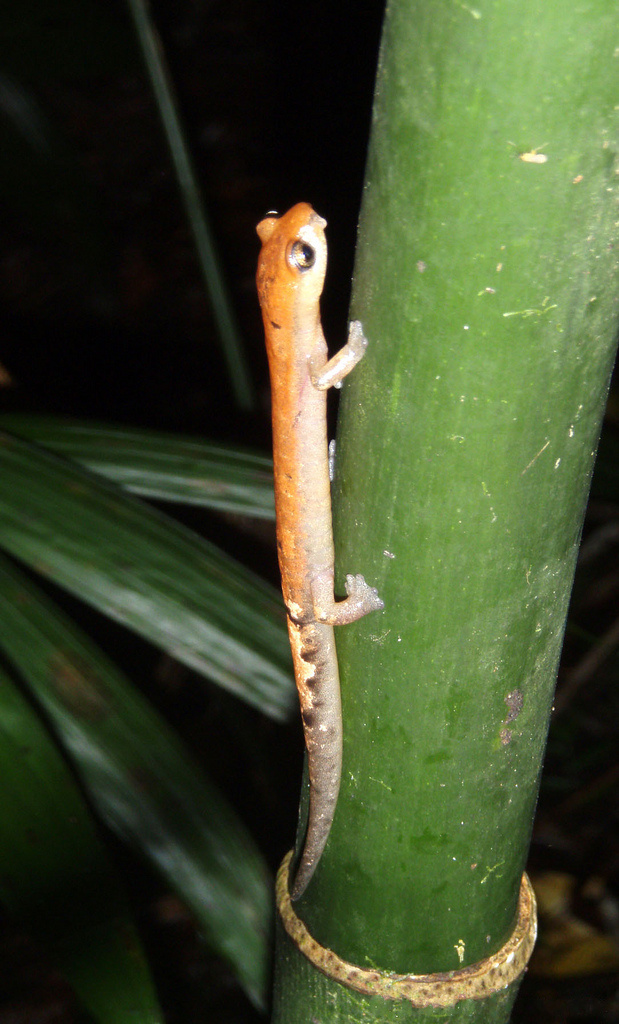

## Dottertaxa tillBolitoglossa, i alfabetisk ordning[1]
- Bolitoglossa adspersa
- Bolitoglossa alberchi
- Bolitoglossa altamazonica
- Bolitoglossa alvaradoi
- Bolitoglossa anthracina
- Bolitoglossa biseriata
- Bolitoglossa borburata
- Bolitoglossa bramei
- Bolitoglossa capitana
- Bolitoglossa carri
- Bolitoglossa celaque
- Bolitoglossa cerroensis
- Bolitoglossa chica
- Bolitoglossa colonnea
- Bolitoglossa compacta
- Bolitoglossa conanti
- Bolitoglossa copia
- Bolitoglossa cuchumatana
- Bolitoglossa cuna
- Bolitoglossa decora
- Bolitoglossa diaphora
- Bolitoglossa digitigrada
- Bolitoglossa diminuta
- Bolitoglossa dofleini
- Bolitoglossa dunni
- Bolitoglossa engelhardti
- Bolitoglossa epimela
- Bolitoglossa equatoriana
- Bolitoglossa flavimembris
- Bolitoglossa flaviventris
- Bolitoglossa franklini
- Bolitoglossa gomezi
- Bolitoglossa gracilis
- Bolitoglossa guaramacalensis
- Bolitoglossa hartwegi
- Bolitoglossa heiroreias
- Bolitoglossa helmrichi
- Bolitoglossa hermosa
- Bolitoglossa hiemalis
- Bolitoglossa hypacra
- Bolitoglossa indio
- Bolitoglossa insularis
- Bolitoglossa jacksoni
- Bolitoglossa lignicolor
- Bolitoglossa lincolni
- Bolitoglossa longissima
- Bolitoglossa lozanoi
- Bolitoglossa macrinii
- Bolitoglossa magnifica
- Bolitoglossa marmorea
- Bolitoglossa medemi
- Bolitoglossa meliana
- Bolitoglossa mexicana
- Bolitoglossa minutula
- Bolitoglossa mombachoensis
- Bolitoglossa morio
- Bolitoglossa mulleri
- Bolitoglossa nicefori
- Bolitoglossa nigrescens
- Bolitoglossa oaxacensis
- Bolitoglossa obscura
- Bolitoglossa occidentalis
- Bolitoglossa odonnelli
- Bolitoglossa oresbia
- Bolitoglossa orestes
- Bolitoglossa palmata
- Bolitoglossa pandi
- Bolitoglossa paraensis
- Bolitoglossa peruviana
- Bolitoglossa pesrubra
- Bolitoglossa phalarosoma
- Bolitoglossa platydactyla
- Bolitoglossa porrasorum
- Bolitoglossa pygmaea
- Bolitoglossa ramosi
- Bolitoglossa riletti
- Bolitoglossa robinsoni
- Bolitoglossa robusta
- Bolitoglossa rostrata
- Bolitoglossa rufescens
- Bolitoglossa salvinii
- Bolitoglossa savagei
- Bolitoglossa schizodactyla
- Bolitoglossa silverstonei
- Bolitoglossa sima
- Bolitoglossa sombra
- Bolitoglossa sooyorum
- Bolitoglossa spongai
- Bolitoglossa striatula
- Bolitoglossa stuarti
- Bolitoglossa subpalmata
- Bolitoglossa synoria
- Bolitoglossa tatamae
- Bolitoglossa taylori
- Bolitoglossa tica
- Bolitoglossa walkeri
- Bolitoglossa vallecula
- Bolitoglossa veracrucis
- Bolitoglossa yucatana
- Bolitoglossa zapoteca